# 천발지진
천발지진(淺發地震, shallow-focus earthquakes)이란 지하 70km 이내 또는 100km 이내에서 지층이나 지각간의 마찰, 충돌, 운동으로 인하여 발생되는 지진을 뜻한다. 가장 흔한 지진 중 하나로 지구상에 일어난 지진 중 95% 이상이, 방출한 에너지의 85%가 천발지진이다. 중발지진과 심발지진에 비해 일어나는 진원지가 얕아서 피해가 훨씬 크다.
발산형 경계와 주향이동형 경계(보존형 경계)에서는 천발지진만 발생한다. 특히 발산형 경계에서는 모든 지진이 깊이 30 km 이내에서만 발생한다.

## 같이 보기
- 중발지진
- 심발지진

## 참고 문헌
- 이기화 (2016년 10월 30일).  박상준, 편집. 《모든 사람을 위한 지진 이야기》 1판. 서울: 사이언스북스. ISBN 978-89-8371-730-6.